# Ruines de la Magdeleine
Pour les articles homonymes, voir Maladrerie et Templiers (homonymie).
Les ruines de la Magdeleine ou monastère de la Madeleine ou encore la maladrerie des Templiers est un vestige de monastère-prieuré-léproserie du XIe siècle, de style art roman, situé dans les gorges de l'Ardèche, sur la commune d'Aiguèze, à la frontière du Gard et de l'Ardèche. 
Ses ruines sont inscrites aux monuments historiques depuis le 4 août 2015.

## Historique
Ce monastère-prieuré isolé et difficile d'accès est fondé vers le XIe siècle, sur une plateforme d'environ 2500 m², au milieu d'une forêt de chêne, au centre et au sommet du cirque naturel de la Madeleine, et du méandre des Templiers des gorges de l'Ardèche, à 6 km du château d'Aiguèze, à la frontière des diocèse d'Uzès et diocèse de Viviers. Voisin de la grotte de la Madeleine, il est difficilement accessible par sentier de randonnée, ou par bateau sur l’Ardèche,,. 

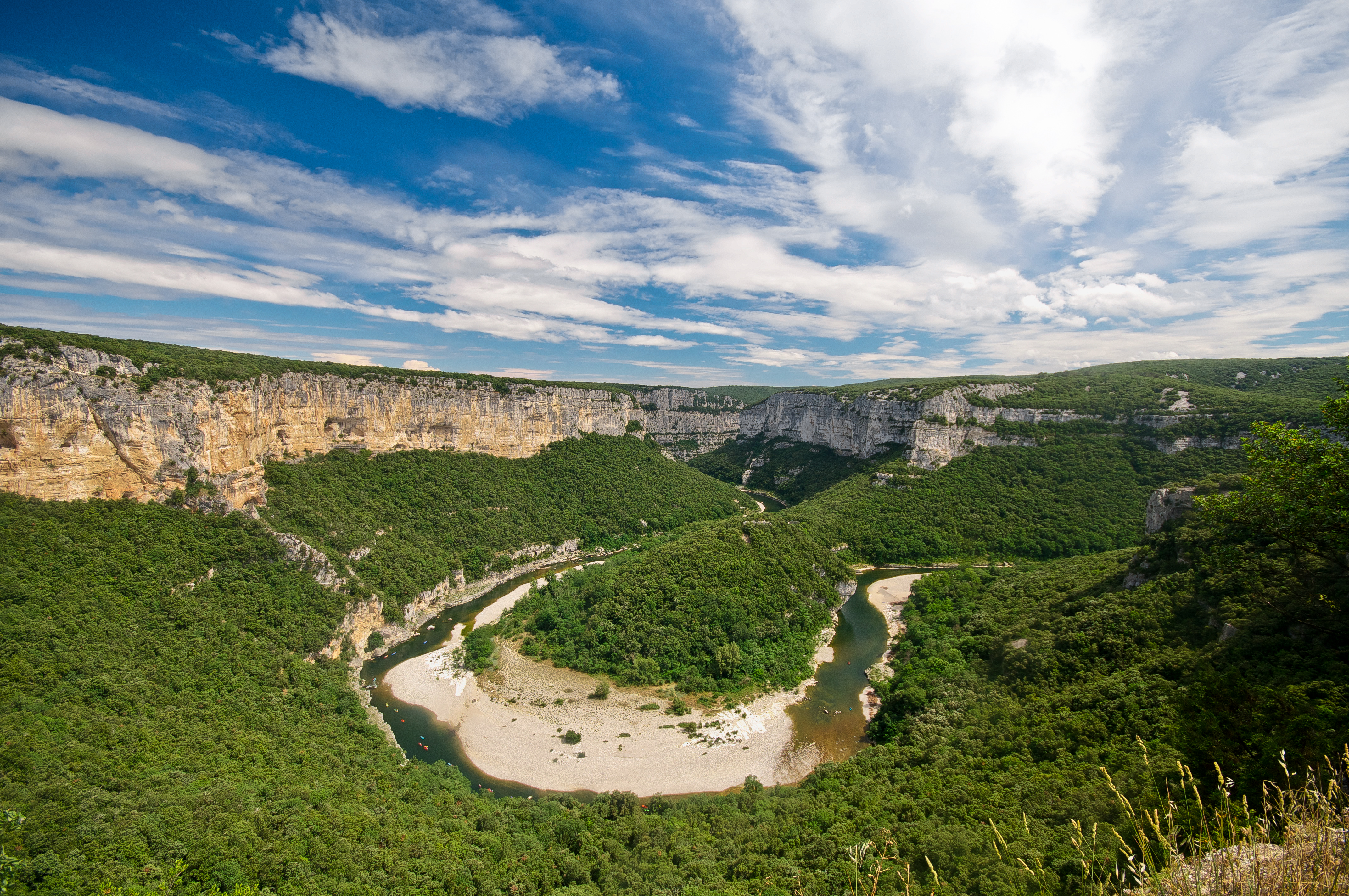
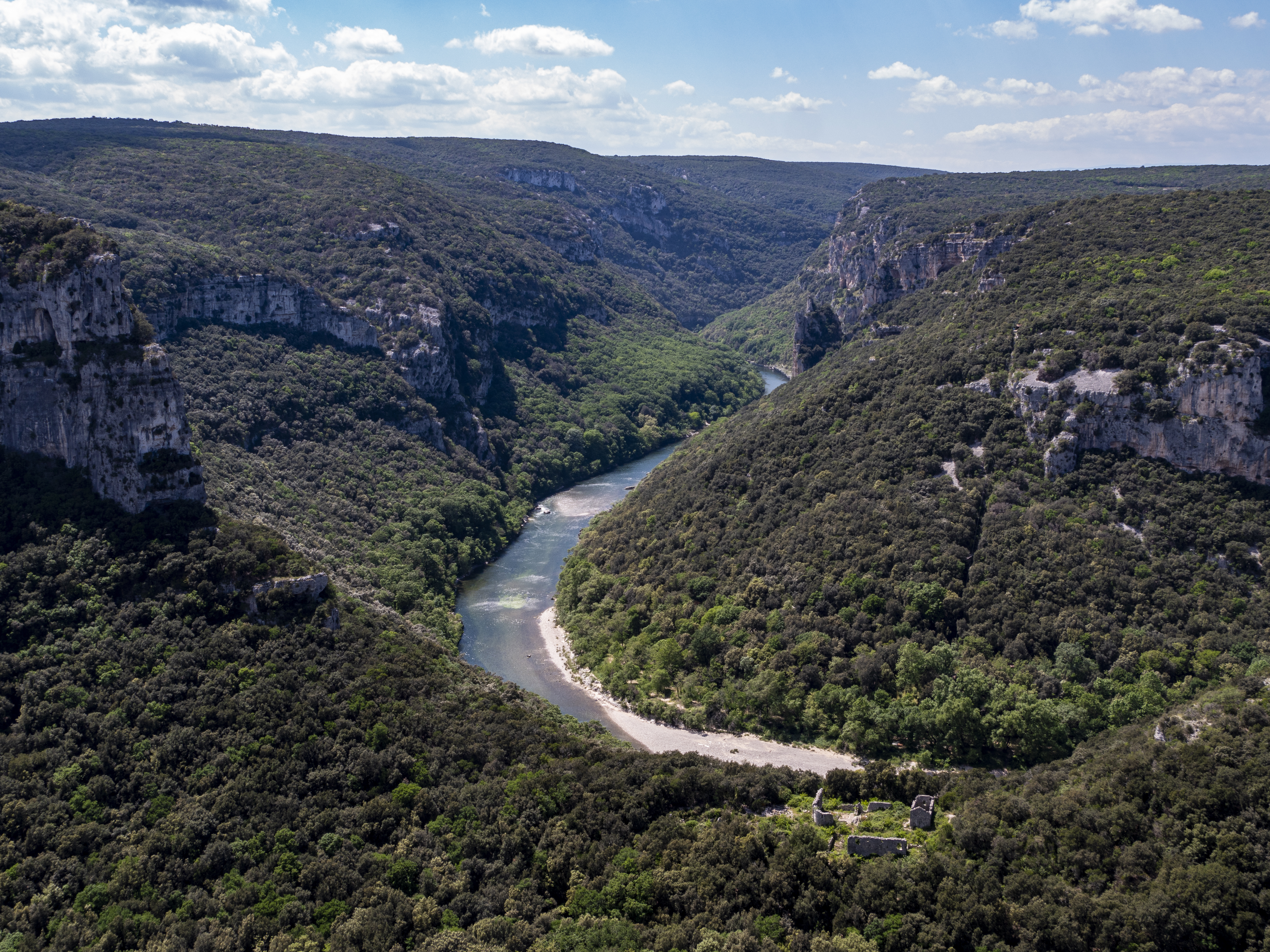
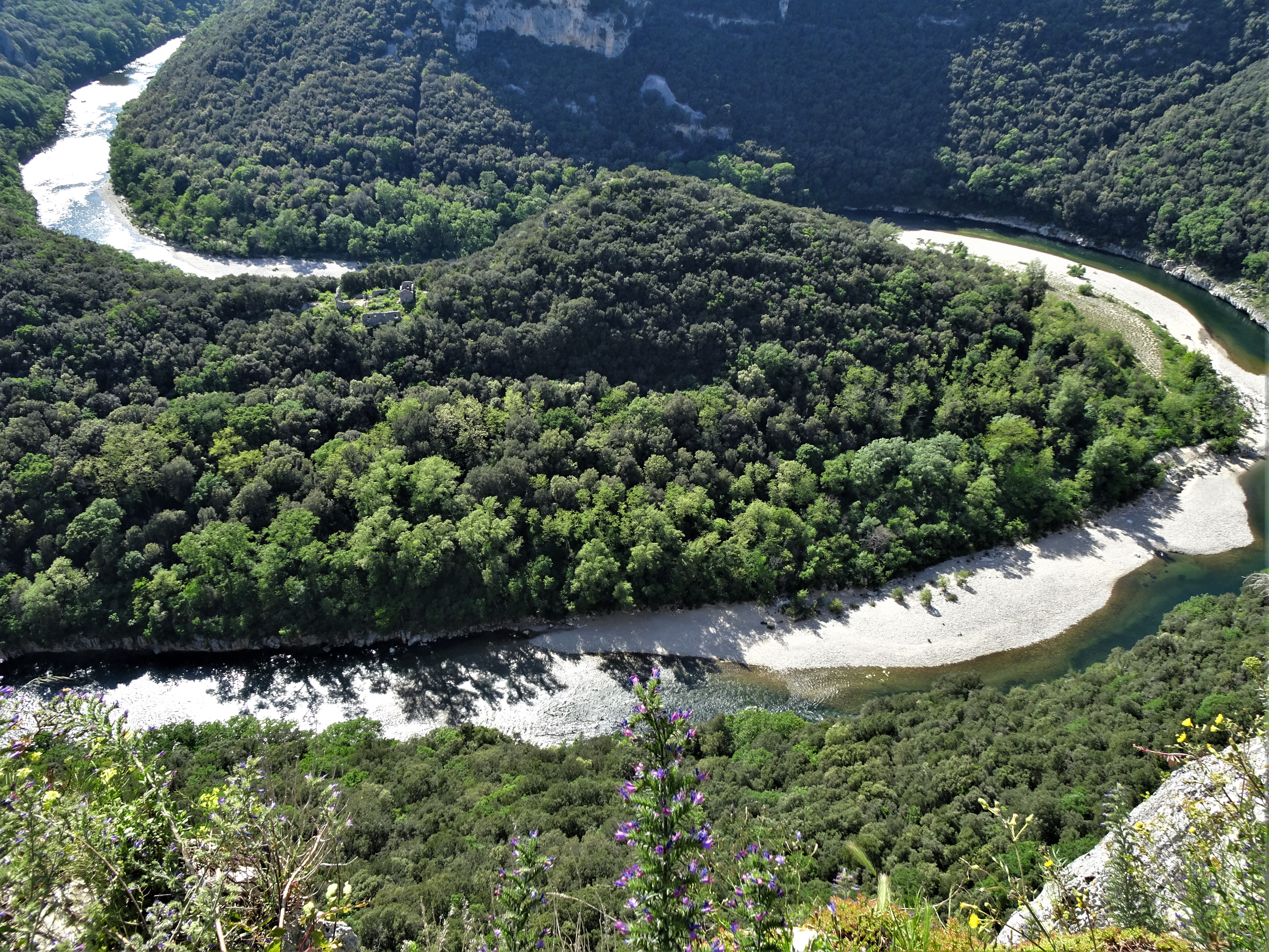

Malgré de nombreuses recherches historiques, les origines et l'histoire de ce lieu présumé de pèlerinage sont peu connues. Une première chapelle-oratoire troglodyte de 30 m² est construite au XIe siècle, partiellement creusée dans le rocher calcaire locale. Elle est agrandie au début du XIIIe siècle par une seconde chapelle mitoyenne de 28 m², de style art roman provençal, à chevet semi-circulaire, puis agrandie à nouveau sur 60 m². Deux longs bâtiments sont construits au début du XIVe siècle (probable cellier, cuisine, boulangerie, pressoir, forge, gite, dortoir...). Des recherches archéologiques mettent au jour des vestiges de jardin médiéval, de citerne, de cimetière d'une 100e d’inhumations, et d'un monogramme IHS sur une plaque en émail du Limousin…

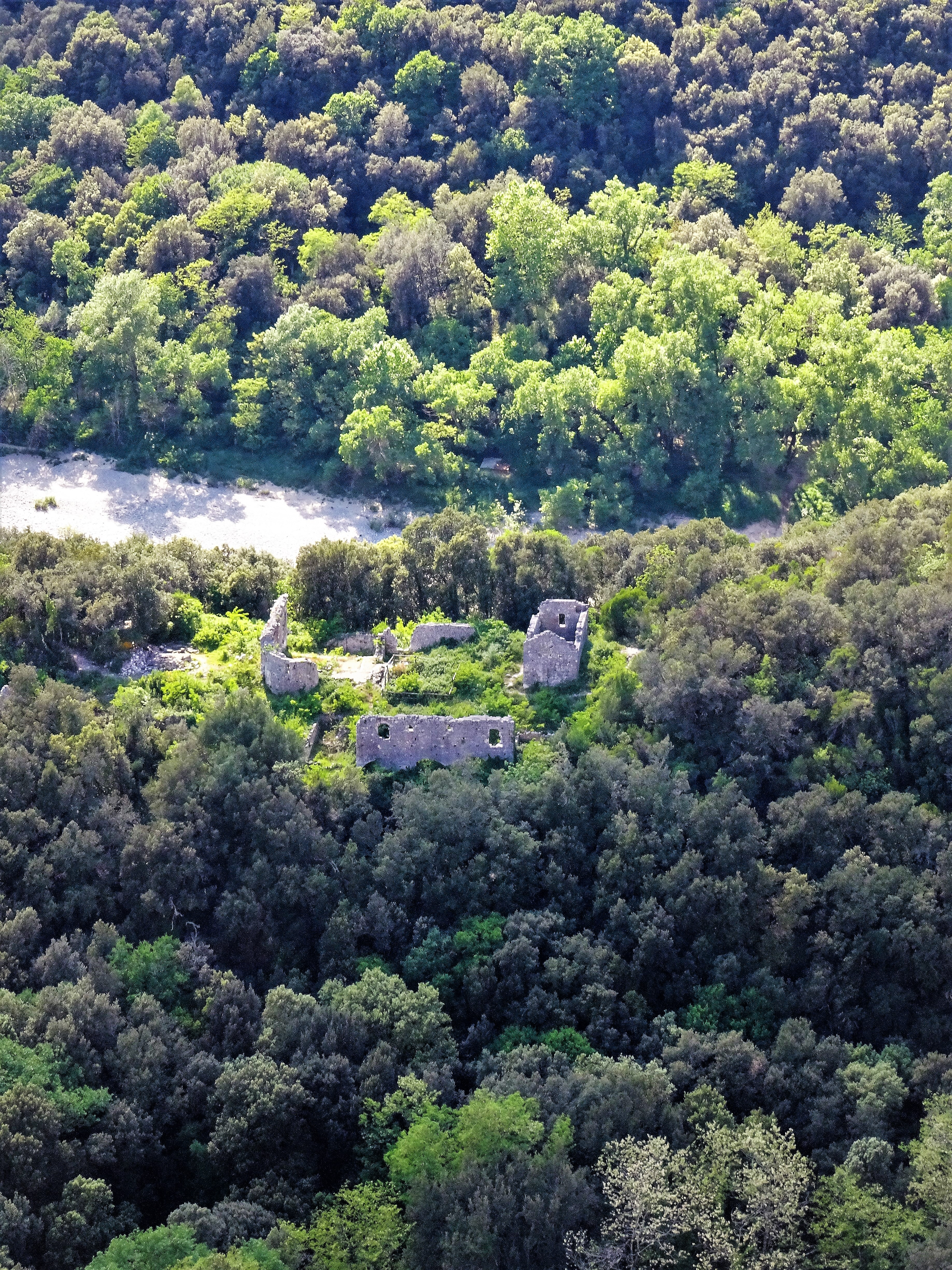

Malgré son nom local ancestral connu de « Maladrerie des Templiers », aucune trace écrite, ni archéologique, ni d’analyses des maladies des personnes inhumées des lieux de sépulture ne confirme à ce jour son rôle de léproserie, ou de commanderie, ni même son appartenance à l'ordre du Temple, ou aux Hospitaliers,,.
Le site est abandonné vers 1310, puis réinvesti un temps par des charbonniers au XVIe siècle, puis des bergers au XIXe siècle.
Ce site archéologique du « Méandre des Templiers » est actuellement visible depuis les trois belvédères panoramiques « balcon des Templiers », « belvédère des Templiers », et « balcon de la maladrerie  » de la route touristique des gorges de l'Ardèche.